# Санта Марија (Верчели)
Санта Марија је насеље у Италији у округу Верчели, региону Пијемонт.
Према процени из 2011. у насељу је живело 359 становника. Насеље се налази на надморској висини од 146 м.